# イワン・パブロフ
イワン・ペトローヴィチ・パブロフ（露: Ива́н Петро́вич Па́влов、1849年9月14日（グレゴリオ暦9月26日） - 1936年2月27日）は、帝政ロシア・ソビエト連邦の生理学者。

## 生涯
出生から修学期
1849年、リャザンで生まれた。貧しい牧師の長男であった。1857年、高い塀から敷石の上に落ちたことで重傷を負い、長く病床についた。1860年、リャザンにある教会の付属学校で、司祭になるつもりで勉強を開始。1864年、リャザン神学校に進学。1869年、リャザン神学校を卒業。
1870年、サンクトペテルブルク大学へ進学。イリヤ・ファデエヴィチ・ツィオンの弟子となり、外科医となった。パブロフは両利きであったため、手術が上手であったらしい。1876年、軍医学校に進学。1879年、医師の資格を取得。
生理医学研究者として
医師となってからは、ボートキンの生理学研究所に就職。1881年、セラフィマ・ヴァシリエヴナ・カルチェフスカヤと結婚。1883年、博士の学位を取得。1884年から1886年までドイツに留学し、ライプチヒ大学のルドウィッヒ教室及びブレスラウ大学のハイデンハイン教室で研究。
1888年、消化生理学研究を開始。1890年、軍医大学校の薬理学教授に就任。1891年、実験医学研究所の生理学実験室の長となる。1893年、アルフレッド・ノーベルより、医学研究所の規模を倍にできる額の寄付を受け取る。1895年、軍医大学校薬理学教授から生理学教授へと配置換えになる。1897年、『主要消化腺の働きに関する講義』を出版。同書は1899年、ドイツ語訳される。1902年、唾液が口の外に出るよう手術した犬で唾液腺を研究中、飼育係の足音で犬が唾液を分泌している事を発見。そこから条件反射の実験を行う。行動主義心理学の古典的条件づけや行動療法に大きな影響を与えた。初期には消化腺の研究を行い、1904年にノーベル生理学・医学賞を受賞。ロシア人として初のノーベル賞受賞者となった。ノーベル賞授賞式では消化腺の話題よりも条件反射と無条件反射に関する演説を行った。1907年にロシア科学アカデミーの会員に選出される。1910年に研究用の防音効果を備えた研究室「沈黙の塔」の建設を始める。
その後ロシアは内戦状態に陥り、1917年にボリシェビキ党が政権を握る。ボリシェビキ政権にノーベル賞の賞金を没収される。1920年6月、生活に困窮したパブロフはボリシェビキ政権に対し、国外移住の希望を伝える手紙を送る。手紙を読んだウラジーミル・レーニンは、偉大な科学者の国外移住を避けるため、パブロフに対する全面支援を命令。
1923年、『高次神経活動の客観的研究』を出版。1924年、レニングラードの洪水でパブロフの犬が溺死しかける。この事件をきっかけに、犬に固定されていた条件反射が変化したり消滅していることを発見。これにより「実験神経症」の研究を開始。1927年、『大脳半球の働きについて』を出版。1929年、コルトゥシュにて実験遺伝学研究所に着工。1935年、パブロフは第15回国際生理学会を主催。スコットランド人生理学者ジョージ・バーシャーがパブロフのことを「世界生理学会の王子」と7カ国語で演説し、聴衆から拍手喝采を受けた。
晩年は睡眠や本能などを研究する傍ら、再教育を考えていたウラジーミル・レーニンと親交を結び、条件反射の発見は「全世界の労働者階級にとって重大な意義をもつ」と賛辞が与えられた。2度目の肺炎の発作の後に死去。時間厳守をし、毎日運動をするなどの規則正しい生活を生涯続けたとされる。

### 死後の顕彰
1950年、パブロフ生理学の再評価のためにソビエト連邦科学アカデミヤとソビエト連邦医学アカデミヤの合同会議が開催された。

## 受賞・栄典
- 1903年：コテニウス・メダル
- 1904年：ノーベル生理学・医学賞
- 1915年：コプリ・メダル
- 1928年：クルーニアン・メダル

## 研究内容・業績

### パブロフ型条件づけ
別名では古典的条件づけ。

### 犬を使った実験及び、実験内容の倫理的問題

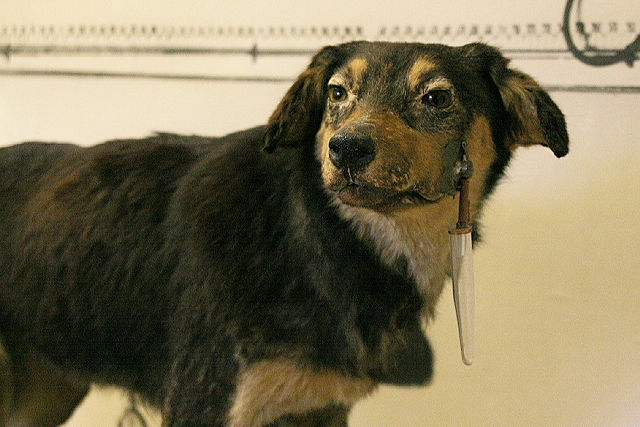
パブロフ博物館にあるパブロフの犬

一般的に「パブロフの犬」としてよく知られる実験である。犬のほおに手術で管を通し、唾液の分泌量を測定した。ベルを鳴らしてからエサを与える事を繰り返した結果、ベルを鳴らしただけで唾液を出すようになった。
さらにベルだけを鳴らし続けると次第に反応は消えていくが、数日後同様の実験をしても犬は唾液を分泌する。前者を『消去』と言い、後者を『自発的回復』と言う。

なお「パブロフの犬」というと単数の印象を受けるが、実際には数百頭いたらしい。また、実験内容には倫理的問題を内包するものもある。以下は書籍「罪なき者の虐殺（著 Hans Ruesch）1991年発行」より引用。
パブロフは、動物に精神的苦悶を生じさせる新たな方法をつねに考案する面で、非常な独創性を示した。
ある例では、レニングラードの大洪水を経験したイヌを使用した。彼らは水が流れ込んできたとき、犬小屋に閉じ込められていて、多くは水の上にかろうじて頭だけを出して何日も耐えていたのである。パブロフはこれらの動物を檻に入れて、その下に水を流し、洪水が戻ってきたと思わせた。この実験は同じイヌたちに何度も繰り返され、そのたびごとに彼らは怯えて苦悶したのである。
別の動物は、二個のメトロノームの刻む拍子の相違に恐怖を感じるよう教え込まれた。拍子を刻み始めるとイヌは体が震えだし、目を見開いて口からよだれを流し、深く喘ぐ様な呼吸をし、時折唸り声を出し、いきなり机の上にどさりと身を沈めた。同じイヌは階段から落ちるのを恐れるように訓練され、恐怖に悶えて階段の上で立っていた。

数多くのイヌの脳に二度手術を行ったあとで、パブロフは彼らの苦痛の表示、落ち着かない態度、極端に敏感で痙攣的な状態、それに伴う―明らかにパブロフは意外でもあったようだが―拷問者に対する発作的な敵意を描写した。報告の中で、この1904年のノーベル賞受賞者は、つぎのように書いた。「彼らの痙攣状態のひどさは次第に大きくなり、死に至るが、それは通常手術の二年後である」二年という歳月……しかし、パブロフが特別の愛情で記憶していた一頭のイヌがいた。それは雑種犬で、二年間に１２８回の手術に耐えて死んだ。

### 指導学生
指導を受けた学生には下記がいる。
- 林髞(木々高太郎)は生理学者、文筆家。
- 佐武安太郎は心理学者。東北帝国大学の心理学教室初代教授で、第8代第東北大学総長。サンクトペテルブルグのパブロフ研究所には佐武が贈ったパブロフの肖像画がある[8]。